# NGC 228
NGC 228 là một thiên hà xoắn ốc nằm trong chòm sao Tiên Nữ. Nó được phát hiện vào ngày 10 tháng 10 năm 1879 bởi Édouard Stephan.